# فانوس‌ماهی یخچالی
فانوس‌ماهی یخچالی (نام علمی: Benthosema glaciale) نام یک گونه از تیره فانوس‌ماهی است.